# Walking on Air
Walking on Air este cel de-al doilea disc single al cântăreței estoniene Kerli, extras de pe albumul său de debut și promovat începând cu 1 ianuarie 2008 sub egida casei de discuri Island Records. Fiind catalogată de către artistră drept „o autobiografie electropop”, piesa s-a bucurat de succes comercial la nivel european, cucerind trepte înalte în clasamentele de specialitate din Elveția, Belgia, Germania și Italia. În Estonia compoziția a primit statutul de „cântecul anului” datorită impactului puternic pe care l-a avut asupra posturilor radio.